# John Gotti
John Joseph Gotti Jr. (New York, 27 ottobre 1940 – Springfield, 10 giugno 2002) è stato un mafioso statunitense, di origini italiane.
Era noto anche con i soprannomi di "The Dapper Don" e "The Teflon Don": il primo per il modo di vestire fin troppo ricercato, il secondo per la facilità con cui riusciva a far decadere tutte le accuse a lui rivolte. Fu proprio la seconda caratteristica a spingere il suo uomo di fiducia Sammy Gravano a tradirlo, per paura di vedersi addossate tutte le responsabilità ed essere condannato al posto di Gotti.
Dopo aver fatto assassinare il suo precedente capo, Paul Castellano, diventò nel 1985 il boss della famiglia Gambino, una delle più potenti famiglie criminali di New York; la sua personalità esuberante e lo stile sgargiante, che ne causarono poi la caduta, lo portarono tuttavia ad un'inaspettata fama sui mass media. Nel 1992 fu dichiarato colpevole di 9 omicidi, cospirazione all'omicidio, estorsione, intralcio alla giustizia, furto, gioco d'azzardo illegale, evasione fiscale, usura e altri crimini per i quali fu condannato all'ergastolo. Morì in carcere 10 anni dopo per cancro alla gola.

## Biografia

### Primi anni
Gotti nacque nel Bronx da una famiglia originaria di San Giuseppe Vesuviano, Giovanni “John” Gotti Sr e Filomena "Fannie" De Carlo. Aveva 12 anni quando la sua famiglia si trasferì a Sheepshead Bay, Brooklyn, dove lui ed i fratelli Peter e Richard entrarono a far parte di una locale gang di strada. Agli inizi dell'estate del 1954, mentre tentava di rubare un miscelatore di cemento, questo si ribaltò andando a schiacciargli un piede; da allora, Gotti rimase zoppo per il resto della vita. A 19 anni aveva subito già cinque arresti, di cui il primo avvenuto quando lui aveva solo 10 anni.
A 12 anni la famiglia si trasferisce a East New York a Brooklyn. A 16 anni viene espulso dalla scuola superiore Franklin K. Lane High School.
Nel 1962 Gotti sposò Victoria Di Giorgio che gli diede cinque figli: Angela (Angel), Victoria, John Angelo III, Peter II e Frank. Uno dei suoi nipoti è John Gotti III (figlio di John Angelo III), atleta di arti marziali miste che esordì vittoriosamente nella sua specialità il 27 ottobre 2017, giorno in cui sarebbe caduto il settantasettesimo compleanno del nonno.

### Carriera criminale
La carriera criminale di Gotti con i Gambino ebbe inizio con un furto all'aeroporto di Idlewild (in seguito rinominato Aeroporto internazionale John F. Kennedy) fuori dal Bergin Hunt and Fish Club a Ozone Park (Queens). Un camion sparì dall'area di carico della United Airlines insieme a 30 000 dollari di merce. Alcuni giorni più tardi, l'FBI iniziò a sorvegliare Gotti e Ruggiero, sorprendendoli mentre movimentavano la merce rubata, arrestandoli così assieme a due complici.
Nel febbraio 1968, alcuni impiegati della United Airlines riconobbero in Gotti la persona che firmò per la merce che fu poi rubata; l'FBI lo arrestò per il furto alla United poco dopo. Due mesi dopo, uscito dal carcere, Gotti fu arrestato una terza volta per furto (un carico di sigarette del valore di 500 000 dollari sull'autostrada del New Jersey). Alla fine di quell'anno Gotti fu dichiarato colpevole per il furto NorthWest e condannato a 4 anni da scontare nel penitenziario federale di Lewisburg. I procuratori evitarono le accuse per il furto di sigarette; tuttavia Gotti fu condannato per il furto alla United. Rimase poco più di 3 anni a Lewisburg.
Dopo essere uscito di prigione, fu messo alla prova e gli fu ordinato di cercarsi un lavoro onesto. Tornò alla sua vecchia banda al Bergin club, dove lavorava ancora Carmine Fatico. Fatico fu accusato di usura e fece di Gotti il sostituto caporegime della Banda del Bergin che rispondeva a Carlo Gambino e Aniello Dellacroce. Nel 1983, la banda di Gotti fu sorpresa mentre trafficava eroina, contravvenendo così alle regole della "famiglia". Gotti e gli altri ebbero sei scontri a fuoco con Paul Castellano e la sua guardia del corpo Thomas Bilotti, finché non riuscirono ad ucciderlo fuori allo Sparks Steak House, un ristorante di Manhattan il 16 dicembre 1985; l'omicidio non fu autorizzato dalla commissione e a seguito di questo evento Gotti prese il controllo della famiglia.
Gotti fu arrestato diverse volte durante la sua carriera criminale e fu rinchiuso nelle prigioni federali di molti Stati per diversi capi d'accusa, tra cui quello di omicidio non premeditato in relazione alla morte, avvenuta nel 1973 in una taverna di Staten Island, di James McBratney, un gangster statunitense di origini irlandesi di basso livello, che aveva rapito ed ucciso Emanuel Gambino (nipote di Carlo Gambino).

### Morte di Frank Gotti
Il 18 marzo 1980 il dodicenne Frank Gotti, il minore dei figli di John, fu investito e ucciso sulla sua minimoto dal vicino John Favara, il cui figlio era suo amico. La polizia stabilì che Favara non era responsabile dell'incidente, che fu ufficialmente classificato come accidentale, e nessun provvedimento fu preso contro di lui. Il 28 maggio Victoria DiGiorgio, madre di Frank, aggredì Favara con una mazza da baseball, mandandolo all'ospedale. Favara non sporse denuncia e pianificò di andare via da Howard Beach. Ma, secondo l'FBI, il 28 luglio 1980 Favara fu rapito ed ucciso da membri della banda di Gotti, mentre questi e sua moglie erano fuori città; nel gennaio 2009 un collaboratore di giustizia rivelò che Favara venne sciolto nell'acido chiuso in un barile.

### Processi e l'imprigionamento
2 mesi dopo essere diventato il capofamiglia, nel febbraio 1986, Gotti venne denunciato per lesioni personali a danno d'un tecnico chiamato Roumald Piecyk (fatto risalente al 1984). In un primo momento Piecyk denunciò l'aggressione, ma un giorno leggendo il giornale apprese che Gotti era il capomafia dei Gambino (la mafia più importante agli Stati Uniti in quell'epoca). Così Piecyk quando arrivò in tribunale finse di non ricordare o riconoscere (dalla paura) Gotti che venne prosciolto. Nel maggio veniva processato e carcerato per racket dalla procuratrice Diane Giacalone: Gotti venne scarcerato e anche assolto nel marzo 1987. Per queste 2 assoluzioni, i media gli soprannominarono "Teflon Don". In quel tempo, Gotti quando arrivava ai tribunali, vestiva troppo ricercato e per quello gli venne un altro soprannome, "Dapper Don".
Gotti era da tempo sotto sorveglianza elettronica da parte dell'FBI. Il 23 gennaio 1989, Gotti venne arrestato ma rilasciato da una cauzione (con l'accusa d'una sparatoria avvenuta nel 1986 contro un sindacalista, un certo John O'Connor). Situazione di libertà che approfittò l'FBI per piazzare microspie in molti luoghi frequentati da Gotti, gli agenti faticarono a trovare un nastro incriminante del Teflon Don fino al 12 dicembre successivo che finalmente riuscirono a trovare un'intercettazione incriminante, che registrò su nastro la discussione ad alta voce di numerosi omicidi ed altre attività criminali, tra Gotti ed il suo socio Frank LoCascio. L'FBI inoltre registrò Gotti mentre denigrava il suo vicecapo, Sammy Gravano. Il 9 febbraio 1990, Gotti venne assolto del processo O'Connor ma l'11 dicembre successivo, agenti dell'FBI e detective della Polizia di New York City fecero irruzione nel Ravenite Social Club ed arrestarono Gotti, Gravano, Frank Locascio e Thomas Gambino con le accuse di 13 omicidi (includendo Paul Castellano e Thomas Bilotti), cospirazione all'omicidio, usura, racket, ostacolo alla giustizia, gioco d'azzardo illegale, evasione fiscale.

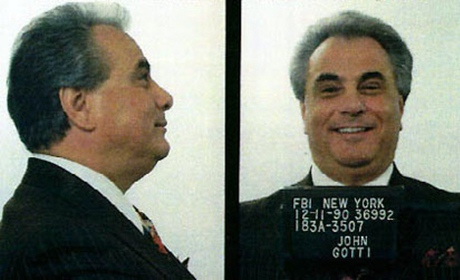
Foto segnaletiche di Gotti durante il suo arresto nel 1990

Gotti fu portato nella corte distrettuale per il Distretto orientale di New York sotto il giudice Leo Glasser, il cui gli rifiutò la cauzione così che Gotti attese il processo in carcere. Le prove che il procuratore federale mostrò furono schiaccianti. Non solo aveva le registrazioni su nastro, ma anche diversi testimoni pronti a deporre contro Gotti. Philip Leonetti, un caporegime nella violenta famiglia criminale di Filadelfia, testimoniò che Gotti si era vantato di aver dato l'ordine di uccidere Castellano. Quindi Gravano, il vicecapo di Gotti, acconsentì volontariamente a testimoniare contro il suo boss e la stessa cosa fece contro il "consigliere" LoCascio, con la promessa di entrare nel programma di protezione testimoni. Il 2 aprile 1992 dopo solo 13 ore di deliberazione, la giuria dichiarò Gotti e LoCascio colpevoli di tutte le accuse. Il 23 giugno 1992 il giudice Glasser condannò Gotti all'ergastolo senza possibilità di libertà condizionata. Fu mandato nel Penitenziario Statale a Marion (Illinois), dove era tenuto in cella per 23 ore al giorno. Dopo 4 giorni, suo padre morì di attacco cardiaco. Dopo essere stato aggredito in prigione nel 1996, si dice che Gotti abbia offerto $ USD 100 000 alla Fratellanza ariana per uccidere Walter Johnson, un afroamericano che lo aveva brutalmente picchiato. Gotti era certo che la sua offerta sarebbe stata accettata, ma i secondini capirono che Johnson era in pericolo e lo spostarono in un luogo diverso, ed infine in un'altra prigione, da dove uscì poi sulla parola.

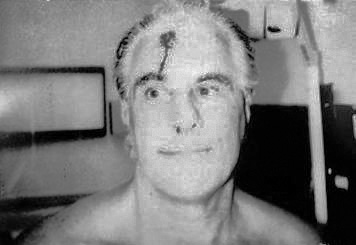
John Gotti ferito da un compagno di carcere nel 1996

### Morte

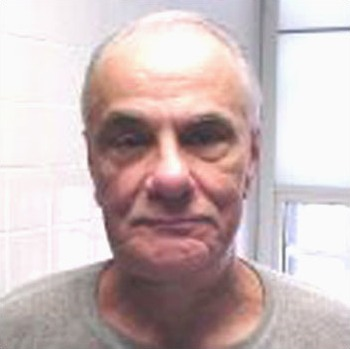
Gotti dopo l'operazione per rimuovere il cancro alla gola. La foto è stata scattata dal Bureau of Prisons il 18 ottobre 2001.

Gotti morì di cancro alla gola nel pomeriggio del 10 giugno 2002, presso il Centro Medico Statunitense per i Prigionieri Federali a Springfield, Missouri, dove fu trasferito dopo la diagnosi nel 1998. Aveva la porzione inferiore della mandibola rimossa a causa del cancro, ed era alimentato attraverso un tubo. Il corpo di Gotti fu portato a New York su un jet privato. Fu vestito con un completo blu e messo in uno scrigno di bronzo per 2 notti di veglia al Papavero Funeral Home. Limousine e auto piene di fiori sfilarono per le strade, mentre otto persone portarono la bara. La processione funebre passò davanti alla sua casa e al suo quartier generale, sulla via per il cimitero. La diocesi di Brooklyn annunciò che la famiglia Gotti non avrebbe ricevuto una cerimonia di sepoltura cristiana, ma le sarebbe stata concessa una messa di requiem dopo la sepoltura. Gotti è stato sepolto presso il Saint John's Cemetery di New York.

## Influenze nella cultura di massa
- Il personaggio di John Gotti è stato interpretato da Armand Assante nel film per la TV Gotti (1996).
- La figura di John Gotti ha ispirato il personaggio di Joey Zasa nel film Il padrino - Parte III (1990).
- Nel film Terapia e pallottole (1999) e nel seguito Un boss sotto stress (2002), il personaggio di Paul Vitti, interpretato da Robert De Niro, è ispirato a John Gotti.
- Un film dedicato a John Gotti, interpretato da Anthony John Denison, è Il giuramento di Diane.
- Nella serie televisiva I Soprano, il personaggio del boss Johnny Sack è ispirato a John Gotti.
- Nel film Il boss dei boss nel ruolo di John Gotti recita Sonny Marinelli.
- Sua figlia, Victoria Gotti, è stata protagonista del reality show Growing Up Gotti, prodotto nel 2004; il programma prevedeva le riprese della loro vita familiare.
- Nel manga e anime One Piece disegnato da Eiichirō Oda il personaggio dal nome Gotti, membro di una ciurma di pirati mafiosi, è probabilmente ispirato a John Gotti.
- Viene citato dai Wu-Tang Clan in almeno 3 o 4 pezzi ogni album.[13]
- Nel film Gotti - Il primo padrino di Kevin Connolly, Gotti è interpretato da John Travolta.[14]
- Il rapper statunitense Yo Gotti si chiama così perché secondo lui essere neri era imbarazzante.
- La docuserie Netflix del 2023 in 3 episodi dal titolo “Get Gotti” racconta la storia dell’ascesa di John Gotti al vertice della famiglia mafiosa Gambino fino al suo arresto e alla condanna all’ergastolo.[15]
- Nel film Green Hornet viene citato varie volte Gotti, sia da Cameron Diaz che da Jay Chou.